# Ronde van Italië 2012/Negende etappe
De negende etappe van de Ronde van Italië 2012 werd verreden op 14 mei van San Giorgio del Sannio naar Frosinone. Het was een vlakke rit over een afstand van 171 km.

## Verloop
Na 19 kilometer raakten drie vluchters voorop: de Fransman Pierre Cazaux en twee Nederlanders: Martijn Keizer en Brian Bulgaç, maar zij kregen nooit meer dan vier minuten.
Op negen kilometer van de finish demarreerde Dennis Vanendert, maar hij geraakte niet weg. Evenmin als Joaquim Rodríguez die er op de laatste helling vandoor probeerde te gaan. Adam Hansen waagde ook nog zijn kans, maar alles kwam weer samen.
Het werd een tumultueuze massasprint met valpartij, volgens eigen verklaring veroorzaakt door Filippo Pozzato.
Hij sleurde onder meer Nikolas Maes, Matthew Goss en Mark Cavendish mee in zijn val. Francisco Ventoso had zo onverwacht het terrein vrij en haalde het voor Fabio Felline.

## Rituitslag
| San Giorgio del Sannio - Frosinone (171 km) |                    |                              |          |
| Plaats                                      | Naam               | Ploeg                        | Tijd     |
| Winnaar                                     | Francisco Ventoso  | Team Movistar                | 3u39'15" |
| 2                                           | Fabio Felline      | Androni Giocattoli-Venezuela | z.t.     |
| 3                                           | Giacomo Nizzolo    | RadioShack-Nissan-Trek       | z.t.     |
| 4                                           | Damiano Caruso     | Liquigas-Cannondale          | z.t.     |
| 5                                           | Daniel Schorn      | Team NetApp                  | z.t.     |
| 6                                           | Alexander Kristoff | Team Katjoesja               | z.t.     |
| 7                                           | Ryder Hesjedal     | Team Garmin-Barracuda        | z.t.     |
| 8                                           | Matthias Brändle   | Team NetApp                  | z.t.     |
| 9                                           | Manuel Belletti    | AG2R-La Mondiale             | z.t.     |
| 10                                          | Daryl Impey        | Orica-GreenEdge              | z.t.     |
|                                             |                    |                              |          |
| 17                                          | Francis De Greef   | Lotto-Belisol                | z.t.     |
| 49                                          | Stef Clement       | Rabobank                     | z.t.     |

## Klassementen
| Algemeen klassement |                       |                         |           |
| Plaats              | Naam                  | Ploeg                   | Tijd      |
| Roze trui           | Ryder Hesjedal        | Team Garmin-Barracuda   | 36u02'40" |
| 2                   | Joaquim Rodríguez     | Team Katjoesja          | +9"       |
| 3                   | Paolo Tiralongo       | Astana Pro Team         | +15"      |
| 4                   | Roman Kreuziger       | Astana Pro Team         | +35"      |
| 5                   | Beñat Intxausti       | Team Movistar           | z.t.      |
| 6                   | Ivan Basso            | Liquigas-Cannondale     | +40"      |
| 7                   | Damiano Caruso        | Liquigas-Cannondale     | +45"      |
| 8                   | Dario Cataldo         | Omega Pharma-Quick Step | +46"      |
| 9                   | Fränk Schleck         | RadioShack-Nissan-Trek  | +48"      |
| 10                  | Eros Capecchi         | Liquigas-Cannondale     | +52"      |
| 11                  | Rigoberto Urán        | Sky ProCycling          | +53"      |
| 12                  | Michele Scarponi      | Lampre-ISD              | +54"      |
| 13                  | Domenico Pozzovivo    | Colnago-CSF Inox        | +55"      |
| 14                  | Sergio Henao          | Sky ProCycling          | +1'10"    |
| 15                  | Damiano Cunego        | Lampre-ISD              | +1'14"    |
| 16                  | Sylwester Szmyd       | Liquigas-Cannondale     | +1'16"    |
| 17                  | Christian Vande Velde | Team Garmin-Barracuda   | +1'18"    |
| 18                  | Sergio Pardilla       | Team Movistar           | +1'20"    |
| 19                  | Peter Stetina         | Team Garmin-Barracuda   | +1'23"    |
| 20                  | Daniel Moreno         | Team Katjoesja          | z.t.      |
|                     |                       |                         |           |
| 22                  | Thomas De Gendt       | Vacansoleil-DCM         | +1'28"    |
| 31                  | Tom Slagter           | Rabobank                | +2'28"    |

| Puntenklassement |                      |                              |        |
| Plaats           | Naam                 | Ploeg                        | Punten |
| Rode trui        | Matthew Goss         | Orica-GreenEdge              | 65     |
| 2                | Mark Cavendish       | Sky ProCycling               | 61     |
| 3                | Miguel Ángel Rubiano | Androni Giocattoli-Venezuela | 36     |
|                  |                      |                              |        |
| 24               | Thomas De Gendt      | Vacansoleil-DCM              | 18     |
| 28               | Martijn Keizer       | Vacansoleil-DCM              | 16     |

| Bergklassement |                      |                              |        |
| Plaats         | Naam                 | Ploeg                        | Punten |
| Blauwe trui    | Miguel Ángel Rubiano | Androni Giocattoli-Venezuela | 24     |
| 2              | Michał Gołaś         | Omega Pharma-Quick Step      | 16     |
| 3              | Paolo Tiralongo      | Astana Pro Team              | 9      |
|                |                      |                              |        |
| 21             | Brian Bulgac         | Lotto-Belisol                | 2      |
| 28             | Olivier Kaisen       | Lotto-Belisol                | 1      |

| Jongerenklassement |                |                         |           |
| Plaats             | Naam           | Ploeg                   | Tijd      |
| Witte trui         | Damiano Caruso | Liquigas-Cannondale     | 36u03'25" |
| 2                  | Rigoberto Urán | Sky ProCycling          | +8"       |
| 3                  | Sergio Henao   | Sky ProCycling          | +25"      |
|                    |                |                         |           |
| 5                  | Tom Slagter    | Rabobank                | +1'51"    |
| 14                 | Julien Vermote | Omega Pharma-Quick Step | +20'20"   |

| Ploegenklassement |                       |            |
| Plaats            | Ploeg                 | Tijd       |
|                   | Liquigas-Cannondale   | 106u54'44" |
| 2                 | Astana Pro Team       | +27"       |
| 3                 | Team Garmin-Barracuda | +45"       |

1e etappe ·
2e etappe ·
3e etappe ·
4e etappe ·
5e etappe ·
6e etappe ·
7e etappe ·
8e etappe ·
9e etappe ·
10e etappe ·
11e etappe ·
12e etappe ·
13e etappe ·
14e etappe ·
15e etappe ·
16e etappe ·
17e etappe ·
18e etappe ·
19e etappe ·
20e etappe ·
21e etappe
Startlijst · Eindstanden · Afbeeldingen